# Pieksämäki landskommun
Pieksämäki landskommun (finska: Pieksämäen maalaiskunta) var en kommun i landskapet Södra Savolax i Finland. Kommunen hade 6 059 invånare (2003), på en yta av 1 069,86 km².
Den 1 januari 2004 slogs Pieksämäki landskommun samman med Jäppilä och Virtasalmi för att bilda den nya kommunen Pieksänmaa. Pieksänmaa slogs i sin tur samman med Pieksämäki stad den 1 januari 2007.
Pieksämäki landskommun var enspråkigt finsk.

## Administrativ historik
1 januari 1994 överfördes ett område med 1 invånare till Kangasniemi kommun.

## Politik

### Mandatfördelning i Pieksämäki landskommun, valen 1976–2000
| 3 | 7 | 12 |  | 3 |  |

| 2 | 7 |  | 12 |  | 2 | 2 |

| 2 | 7 |  | 13 |  | 3 |

| 2 | 7 | 2 | 13 |  | 2 |

|  | 8 |  | 2 | 12 |  | 2 |

|  | 9 | 13 |  | 3 |

|  | 8 |  | 15 |  |  |